# Francesco Coradini
Francesco Coradini, Corradini o Coradigni, (Venecia, c. 1700-Madrid, 14 de octubre de 1769) fue un compositor italiano afincado en España.

## Biografía
Inició su carrera como compositor teatral en Nápoles, donde como maestro de capilla compuso el oratorio Il glorioso S. Giuseppe sposo della beata Vergine, y tres óperas representadas en esa misma ciudad. La primera, Lo 'ngiegno de le femmine, es una comedia en dos actos sobre un libreto en dialecto napolitano de Francesco Antonio Tullio, y fue representada en el teatro dei Fiorentini en 1724. La segunda fue L'oracolo di Dejana, comedia en dos actos también en dialecto napolitano con libreto del mismo F. A. Tullio y representada "al Nuovo Triato de Monte Carvario per lo carnevale" en 1725. La última fue el drama en dos actos Il premio dell'innocenza, ovvero Le perdite dell'inganno con texto de Carlo de Palma, representado en diciembre de 1725 también en el Nuevo Teatro de Montecalvario. Se encuentra ya afincado en Valencia en 1728 como maestro de capilla de Luis Reggio Branciforte y Colonna, IV príncipe de Campoflorido o Campofiorito (1677-1757), capitán general del reino de Valencia, lo que en el siglo anterior se llamaba virrey, interviniendo en montajes operísticos y adaptaciones de comedias españolas. El 25 de octubre de 1728, por el cumpleaños de la reina Isabel de Farnesio, se representó en Valencia su ópera Fol la real, impresa en Valencia por Antonio Bordazar con texto italiano y español. Probablemente en esa misma ocasión se representó el melodrama pastoril La Dorinda. 
A comienzos de 1731 está ya en Madrid, donde permanecerá hasta su muerte en 1769, asociado a los intentos de teatro musical del dramaturgo José de Cañizares. Casado con Teresa Marnara, hasta 1747 proveyó de música a las piezas de los teatros públicos madrileños, sin pertenecer a ninguna compañía en concreto, pero en ese año fue nombrado director de la orquesta del Buen Retiro y maestro de música de cámara de la reina viuda Isabel de Farnesio y de su hija la infanta María Antonia, en el Real Sitio de San Ildefonso.

## Obras
- Lo 'ngiegno de le femmine, ópera en dos actos, libreto de F. A. Tullio, 1724.
- L'oracolo di Dejana, ópera en dos actos con libreto de F. A. Tullio, 1725.
- Il premio dell'innocenza, ovvero Le perdite dell'inganno, ópera con texto de C. de Palma, 1725.
- La Dorinda melodrama pastoral que se ha representado en el Palacio Real de Valencia el dia 19 de Noviembre por el nombre de la Reyna Nra. Sra., celebrando esta fiesta El Príncipe de Campo Florido, 1728.
- Con amor no ay libertad. Melodramma harmonico, al estilo de Italia, 1731
- Templo y monte de Filis y Demofonte, 1731, zarzuela.
- Zarzuela nueva intitulada, Milagro es hallar verdad, letra de José de Cañizares, 1732
- La sirena de Trinacria, 1732.
- Gloria de Jesús cautivo y prodigios de su rescate, auto sacramental
- La Immunidad del sagrado, 1732, auto sacramental.
- El Día mayor de los días, 1733, auto sacramental de Pedro Calderón de la Barca.
- La Vacante general, 1733, auto sacramental de Pedro Calderón de la Barca.
- Eco y Narciso, de Pedro Calderón de la Barca, 1734, música de Coradini
- No hay que temer a la estrella si domina Venus bella, 1734
- Vencer y ser vencido, Anteros y Cupido, 1735, zarzuela con letra de Joaquín de Anaya y Aragonés, (pseudónimo)
- El ser noble es obrar bien dramma para música que se ha de executar... en el noviembre de este año de 1736, letra de José de Cañizares
- Trajano en Dacia y Cumplir con amor y honor: drama de un ingenio matritense..., ¿letra de José de Cañizares?, 1735
- Dar el ser el hijo al padre, 1736, traducción del Artaserse de Pietro Metastasio
- La Clicie, dramma armonica, 1739, texto de José de Cañizares
- La Elisa, dramma armonica, 1739, texto de José de Cañizares
- El anillo de Giges, 1740, comedia de magia de José de Cañizares; en 1749 le puso música otra vez José de Nebra y al menos en 1779 Blas de Laserna.
- Música para el segundo acto de La clemencia de Tito de Pietro Metastasio, traducida por Ignacio de Luzán, 1742. Los otros actos son de Francesco Corselli y Giovanni Battista Mele.
- El Thequeli, opera metrica, drama scenico, 1744, texto de Narciso Agustín Solano
- La más heroica amistad y el amor más verdadero, dramma musico, 1745, traducción de L'Olimpiade de Pietro Metastasio.
- Segundo acto de El Polifemo (1748), texto de Pablo Rolli.
- Nuestra Señora del Milagro, 1749, comedia de santos con música
- Margarita la Cortona (Madrid, teatro de la Cruz, 1745)
- La Boba discreta (J.de Cañizares, Madrid 1733), comedia con música
- El Mágico broacario (1739), comedia con música
- Las Peñas de Montserrat, comedia con música
- Don Juan de Espina (Madrid, 1740), comedia de magia de José de Cañizares con música
- A falta de hechiceros lo quieren ser los gallegos, comedia de magia con música
- Don Juan de Espina en Milán (Madrid, 1741), comedia de magia dre José de Cañizares con música
- El Asombro de Jerez: Juana la Rabicortona (Madrid, 1748), comedia de magia con música.
- Santa Gertrudis (Madrid 1732), comedia de santos de José de Cañizares con música
- San Francisco de Paula (Madrid, 1746), comedia de santos con música
- Nuestra Señora de la Salceda, comedia de santos con música
- Las Prodigiosas señales del nacimiento de Cristo (Madrid, 1735), auto sacramental
- La Semilla y la cizaña (Madrid, 1739) auto sacramental
- El Jardín de Falerina (Madrid, 1746) auto sacramental de Pedro Calderón de la Barca
- La Cura y la enfermedad, auto sacramental